# Alt St. Peter (Körrenzig)
Koordinaten: 51° 0′ 5,5″ N, 6° 16′ 51,3″ O
Die Kirche Alt St. Peter ist die alte römisch-katholische Pfarrkirche des Ortsteils Körrenzig der Stadt Linnich im Kreis Düren (Nordrhein-Westfalen).

## Geschichte
Eine Kirche in Körrenzig wird das erste Mal im Jahr 1029 erwähnt. Sie stammte aus dem 10. Jahrhundert und war eine Saalkirche. Im 11. Jahrhundert wurde ein nördliches Seitenschiff angebaut, und im 12. Jahrhundert wurde die Kirche um einen rechteckigen Chor erweitert. Von dieser romanischen Kirche sind heute noch Teile der Westwand erhalten. Im 15. und 16. Jahrhundert wurde die alte Kirche durch eine dreischiffige gotische Hallenkirche mit dreiseitigem Chorschluss ersetzt, wobei jedoch einige Mauerreste des Vorgängerbaus mit einbezogen wurden. Im 17. Jahrhundert ist das Gotteshaus um eine Sakristei erweitert worden. Im 18. Jahrhundert wurde die Kirche in Teilen erneuert. Nach dem Bau der neuen Kirche im Jahr 1962 wurde das Gotteshaus nur noch als Trauerhalle benutzt. Diese Nutzung endete 1990. Somit war das Gebäude funktionslos geworden. Des Weiteren verschlechterte sich der Zustand des Gebäudes durch die Grundwasserabsenkungen der Braunkohletagebaue, sodass schließlich die Standsicherheit gefährdet wurde. Im Jahr 2000 wurde die Kirche schließlich grundlegend saniert und damit vor dem Verfall gerettet. Mittlerweile wird die Kirche für kulturelle Veranstaltungen genutzt.

## Ausstattung
In der Kirche befinden sich Fenster des Künstlers Hubert Spierling aus dem Jahr 2005.
Im Turm hängen zwei Glocken, welche aktuell stillgelegt sind. Die Schlagtöne sind e1 und f1 (Halbtonschritt).

## Orgel
Die Orgel, gebaut von der Werkstätte für Orgelbau Wilbrand, Übach-Palenberg, verfügt über 11 Register mit folgender Disposition:
| Manual I C–g3 |       |
| Rohrflöte     | 8′    |
| Prinzipal     | 4′    |
| Prinzipal     | 2′    |
| Mixtur IV     | 1 ⁄3′ |

| Manual II C–g3 |       |
| Holzgedeckt    | 8′    |
| Quintade       | 4′    |
| It. Prinzipal  | 2′    |
| Quinte         | 1 ⁄3′ |
| Sesquialter II |       |

| Pedal C–f1 |     |
| Pommer     | 16′ |
| Subbass    | 16′ |

- Koppeln: II/I, I/P, II/P,
- Spielhilfen: Setzeranlage